# Miss Universo 1980
Miss Universo 1980, la 29.ª edición del concurso de belleza Miss Universo, se llevó a cabo en el Centro Cultural Sejong, Seúl, Corea del Sur, el 8 de julio (hora local).
Sesenta y nueve candidatas, representantes de igual número de países y territorios, compitieron en esta versión del certamen que por tercera vez se realizó en Asia. Al final del evento, Maritza Sayalero, Miss Universo 1979, de Venezuela, coronó como su sucesora a Shawn Weatherly, de Estados Unidos. Elegida por un jurado de doce personas, la ganadora, de 20 años, se convirtió en la quinta representante de su país en obtener el título de Miss Universo después de Miriam Stevenson (Miss Universo 1954), Carol Morris (Miss Universo 1956), Linda Bement (Miss Universo 1960) y Sylvia Hitchcock (Miss Universo 1967). 
Este fue el decimocuarto concurso animado de forma consecutiva por el presentador de televisión estadounidense Bob Barker. Como comentarista, actuó la actriz Helen O'Connell. El programa fue transmitido vía satélite por la cadena de televisión estadounidense CBS en colaboración con MBC y fue visto en directo en gran parte del mundo. El artista estadounidense Donny Osmond se encargó del entretenimiento.

## Antecedentes

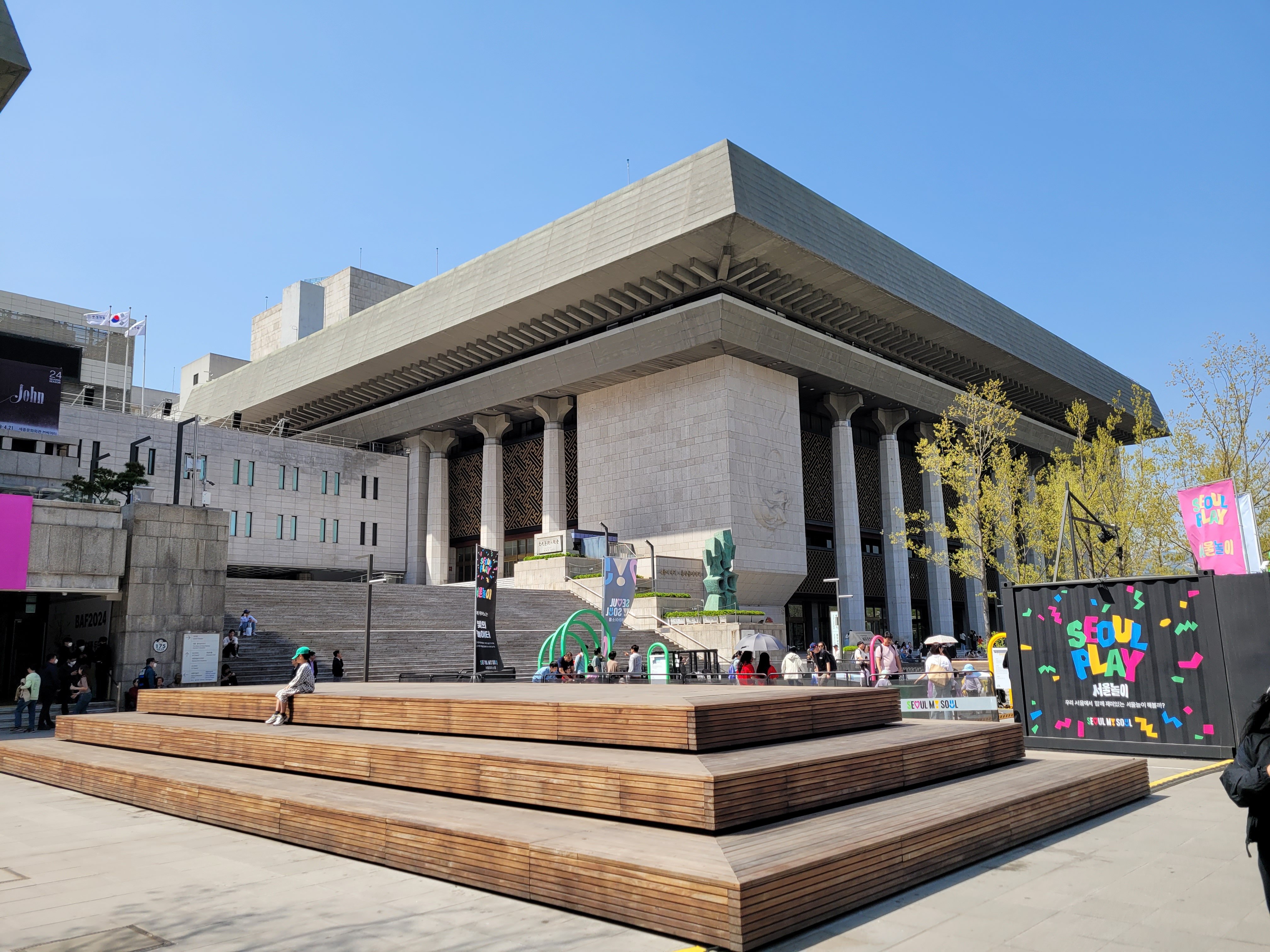
Centro Cultural de Sejong, recinto sede de Miss Universo 1980

### Sede y fecha
El 15 de enero de 1980, el comisionado de Miami, Armando Lacasa, comunicó al Consejo de Desarrollo Turístico Metropolitano la promesa de los organizadores de Miss Universo de llevar a cabo el concurso en Miami en julio. No obstante, los funcionarios locales declinaron la oferta, argumentando que el concurso ya no concordaba con los intereses de los residentes de la ciudad.
El 25 de febrero de 1980, el director comercial del grupo Hankook Ilbo-Korea Times, Kim Jhoong-key, asistió a un almuerzo con el general de división Chun Doo-hwan, del Comando de Seguridad del Ejército de la República de Corea, y con el presidente del mismo grupo, Chang Kang-jae. El propósito del encuentro era discutir la potencial organización del concurso Miss Universo en Corea del Sur. Chun expresó su satisfacción al saber por Kim del interés del Hankook Ilbo en ser anfitrión del evento, y posteriormente lo envió a Nueva York para negociar los detalles con Harold Glasser, presidente de Miss Universo.
Al día siguiente del almuerzo, Kim viajó a Nueva York para reunirse con Glasser y obtuvo la confirmación de este para celebrar el concurso en Corea del Sur el 8 de julio. Gracias a que la propuesta surcoreana se presentó cuatro meses antes del evento, Miss Universe Inc. concedió a Kim un descuento de USD 320 000 en la tarifa de organización.

### Selección de candidatas

#### Reemplazos
Inicialmente, Thilda Fuller, Miss Francia 1980, iba a representar a su país en Miss Universo. Sin embargo, renunció tres días después de su coronación, siendo reemplazada por su primera finalista, Patricia Barzyk. A Fuller se le otorgó el título especial de Miss Francia en el Extranjero 1980 y representó a Tahití en el concurso.
Debido a que Barzyk tenía solo 16 años, no cumplía con el requisito de edad para participar en Miss Universo. En consecuencia, la organización Miss Francia designó a Brigitte Choquet, otra de las candidatas de Miss Francia 1980, para representar a Francia en el concurso.

#### Debuts, regresos y retiros
Esta edición marcó el debut de las Islas Caimán y las Islas Turcas y Caicos, así como el regreso de Curazao, que había competido por última vez en 1978; al igual que Guadalupe, Indonesia y San Martín, que habían competido por última vez en 1977. Adicionalmente, los países de Antigua, Barbados, Bofutatsuana, El Salvador, Fiyi, Mauricio, Portugal, San Cristóbal, San Vicente, Sudáfrica, Surinam y Transkei se retiraron.

## Resultados

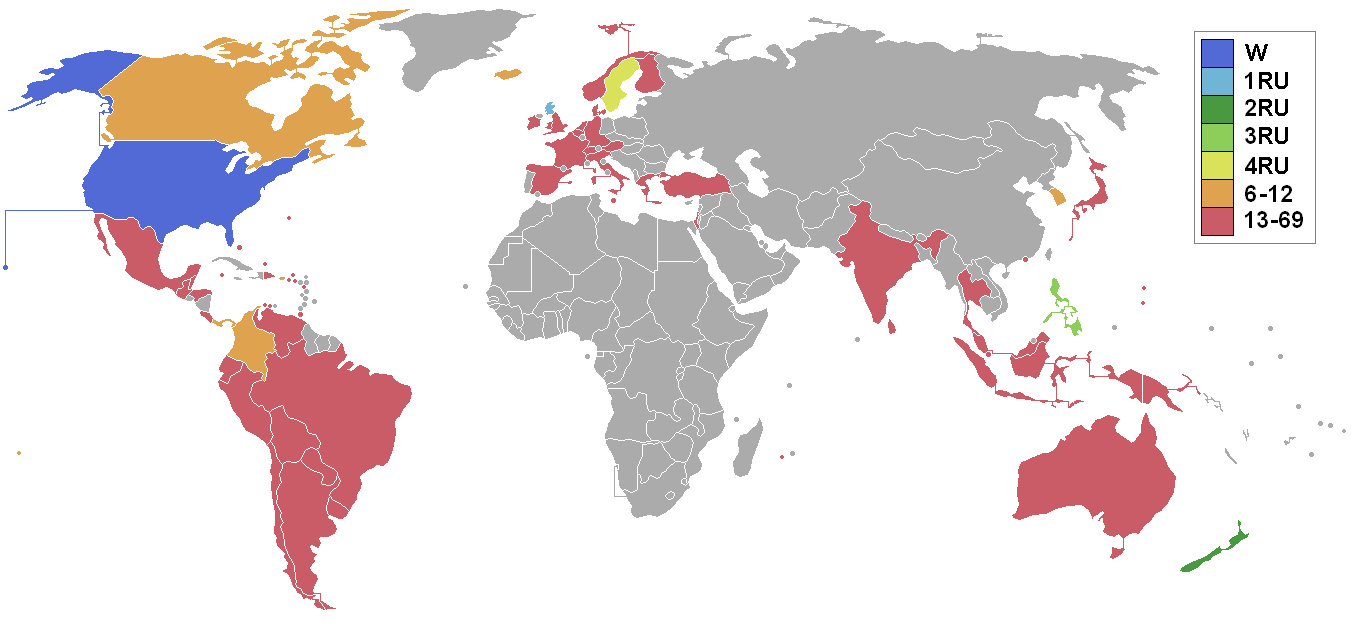
Países y territorios que enviaron candidatas y resultados para Miss Universo 1980

### Clasificación final
La ganadora, las finalistas y las semifinalistas son las siguientes candidatas:
| Posición           | Concursante |
| ------------------ | --- |
| Miss Universo 1980 | - Estados Unidos - Shawn Weatherly |
| 1.ª finalista      | - Escocia - Linda Gallagher |
| 2.ª finalista      | - Nueva Zelanda - Delyse Nottle |
| 3.ª finalista      | - Filipinas - Maria Rosario Silayan (†) |
| 4.ª finalista      | - Suecia - Eva Brigitta Andersson |
| Semifinalistas     | - Canadá - Teresa Lynn MacKay - Puerto Rico - Agnes Tañón Correa - Islandia - Guðbjörg Sigurdardóttir - Corea - Kim Eun-Jung - Colombia - María Patricia Arbeláez - Panamá - Gloria Karamañites Davis - Tahití - Thilda Raina Fuller |

### Premios especiales
Los premios de Traje nacional, Miss Simpatía y Miss Fotogénica fueron otorgados a las siguientes naciones y candidatas:
| Premio          | Premio          | Concursante                        |
| --------------- | --------------- | ---------------------------------- |
| Traje nacional  | Ganadora        | - India - Sangeeta Motilal Bijlani |
| Traje nacional  | 2.º lugar       | - Francia - Brigitte Choquet       |
| Traje nacional  | 3.er lugar      | - Japón - Hisae Hiyama             |
| Miss Simpatía   | Miss Simpatía   | - Islas Caimán - Devan Walter      |
| Miss Fotogénica | Miss Fotogénica | - Nueva Zelanda - Delyse Nottle    |

## Puntajes oficiales

### Competencia semifinal
Según el orden en el que las doce semifinalistas fueron anunciadas, sus puntajes oficiales fueron los siguientes:
| País           | Promedio preliminar | Entrevista | Traje de baño | Traje de noche | Promedio semifinal |
| -------------- | ------------------- | ---------- | ------------- | -------------- | ------------------ |
| Escocia        | 7.785 (3)           | 8.036 (5)  | 8.273 (3)     | 8.267 (5)      | 8.192 (5)          |
| Suecia         | 7.572 (8)           | 8.208 (3)  | 8.250 (4)     | 8.346 (4)      | 8.268 (3)          |
| Puerto Rico    | 7.598 (7)           | 7.850 (7)  | 7.892 (8)     | 7.867 (10)     | 7.870 (7)          |
| Nueva Zelanda  | 7.885 (2)           | 8.283 (2)  | 8.400 (2)     | 8.400 (3)      | 8.361 (2)          |
| Panamá         | 7.514 (12)          | 7.713 (9)  | 7.742 (11)    | 7.825 (12)     | 7.760 (11)         |
| Corea          | 7.525 (11)          | 7.658 (11) | 7.750 (10)    | 7.967 (8)      | 7.792 (9)          |
| Canadá         | 7.711 (4)           | 7.992 (6)  | 8.200 (5)     | 8.100 (6)      | 8.097 (6)          |
| Tahití         | 7.566 (9)           | 6.957 (12) | 7.858 (9)     | 8.067 (7)      | 7.627 (12)         |
| Colombia       | 7.531 (10)          | 7.789 (8)  | 7.729 (12)    | 7.842 (11)     | 7.787 (10)         |
| Estados Unidos | 8.480 (1)           | 8.317 (1)  | 8.718 (1)     | 8.883 (1)      | 8.640 (1)          |
| Filipinas      | 7.662 (5)           | 8.120 (4)  | 8.033 (6)     | 8.433 (2)      | 8.196 (4)          |
| Islandia       | 7.636 (6)           | 7.675 (10) | 7.942 (7)     | 7.933 (9)      | 7.850 (8)          |

Las cinco finalistas fueron anunciadas en el siguiente orden: Suecia, Estados Unidos, Filipinas, Escocia y Nueva Zelanda.

### Competencia preliminar: traje de baño
Los puntajes de las candidatas en la competencia preliminar de traje de baño fueron los siguientes (las diez semifinalistas aparecen en cursiva y la ganadora, además, en negrita):
- 8.359 Estados Unidos
- 7.750 Nueva Zelanda
- 7.745 Escocia
- 7.614 Canadá
- 7.608 Islandia
- 7.602 Argentina
- 7.572 Brasil
- 7.554 Irlanda
- 7.554 Tahití
- 7.545 Alemania
- 7.473 Holanda
- 7.468 Inglaterra
- 7.468 Guatemala
- 7.455 Venezuela
- 7.453 Panamá
- 7.445 Puerto Rico
- 7.443 Noruega
- 7.425 Colombia
- 7.425 Gales
- 7.408 Filipinas
- 7.354 Dinamarca
- 7.322 Tailandia
- 7.314 India
- 7.253 Suecia
- 7.177 Corea del Sur
- 7.149 República Dominicana
- 7.127 Grecia
- 7.089 Bermudas
- 7.068 Uruguay
- 7.066 Trinidad y Tobago
- 7.036 España
- 7.018 Japón
- 7.003 Perú
- 6.998 Austria
- 6.924 Costa Rica
- 6.921 Hong Kong
- 6.918 Suiza
- 6.909 Australia
- 6.902 Ecuador
- 6.877 México
- 6.872 Israel
- 6.866 Bolivia
- 6.865 Guadalupe
- 6.838 Singapur
- 6.818 Reunión
- 6.817 Bélgica
- 6.759 Islas Vírgenes de los Estados Unidos
- 6.757 Paraguay
- 6.750 Honduras
- 6.749 Sri Lanka
- 6.743 Francia
- 6.740 Turquía
- 6.736 Chile
- 6.686 Italia
- 6.684 Malta
- 6.659 Islas Caimán
- 6.656 Aruba
- 6.638 Finlandia
- 6.618 Curazao
- 6.591 Islas Turcas y Caicos
- 6.584 Bahamas
- 6.582 Islas Marianas del Norte
- 6.567 Malasia
- 6.557 Guam
- 6.544 Belice
- 6.538 San Martín
- 6.466 Papúa Nueva Guinea
- 6.401 Islas Vírgenes Británicas
- ¿? Indonesia

## El concurso

### Formato
Se seleccionaron doce semifinalistas mediante una competición preliminar y entrevistas a puerta cerrada. Las semifinalistas respondieron preguntas en una breve entrevista en el escenario con el presentador, Bob Barker, y participaron en la competencia de trajes de baño y de noche. Después, se les hizo la misma pregunta final a las cinco finalistas, y se anunciaron los resultados.

### Panel de jueces
El panel de jueces estuvo conformado por las siguientes doce personas:
- Luis María Anson, periodista y escritor español
- Max Bostock, ejecutivo de televisión australiano
- Ron Duguay, jugador canadiense de hockey sobre hielo[14]
- Eileen Ford, cofundadora de Ford Models[15]
- Margaret Gardiner, Miss Sudáfrica 1978 y Miss Universo 1978
- Kiyoshi Hara, empresario japonés
- Jung Il-Yung, miembro de la Asamblea Nacional de Corea del Sur
- Dong Kingman, pintor estadounidense[16]
- George Maharis, actor y cantante[17]
- Oh Che Qum, presidente de la junta directiva de la Asociación Coreana para la Educación Comunitaria y de la Fundación para la Enseñanza de Idiomas
- Richard Roundtree, actor estadounidense
- Abigail Van Buren, columnista estadounidense y presentadora de radio

## Concursantes
| País/Teritorio                       | Candidata               | Edad | Procedencia             |
| ------------------------------------ | ----------------------- | ---- | ----------------------- |
| Alemania Occidental                  | Kathrin Glotzl          | –    | –                       |
| Argentina                            | Silvia Piedrabuena      | 20   | Santa Fe                |
| Aruba                                | Magaly Maduro           | 20   | Oranjestad              |
| Australia                            | Katrina Redina          | 18   | Melbourne               |
| Austria                              | Isabel Muller           | 18   | Viena                   |
| Bahamas                              | Darlene Davis           | 20   | Nueva Providencia       |
| Bélgica                              | Brigitte Billen         | 20   | Limburgo                |
| Belice                               | Ellen Clarke            | 18   | –                       |
| Bermudas                             | Jill Murphy             | 24   | –                       |
| Brasil                               | Eveline Schroeter       | 19   | Río de Janeiro          |
| Bolivia                              | Sonia Pereira           | –    | Santa Cruz de la Sierra |
| Canadá                               | Teresa McKay            | 19   | Calgary                 |
| Chile                                | Gabriela Campusano      | 18   | Valparaíso              |
| Colombia                             | Maria Patricia Arbeláez | 18   | Medellín                |
| Corea del Sur                        | Kim Eun-jung            | 24   | Seúl                    |
| Costa Rica                           | Bárbara Bonilla         | 18   | San José                |
| Curazao                              | Hassana Hamoud          | –    | Willemstad              |
| Dinamarca                            | Jane Bill               | 18   | Copenhague              |
| Ecuador                              | Verónica Rivas          | 17   | Machala                 |
| Escocia                              | Linda Gallagher         | 23   | Troon                   |
| España                               | Yolanda Hoyos           | 19   | Palencia                |
| Estados Unidos                       | Shawn Weatherly         | 20   | Sumter                  |
| Filipinas                            | Rosario Silayan         | 20   | Manila                  |
| Finlandia                            | Sirpa Viljamaa          | 21   | Helsinki                |
| Francia                              | Brigitte Choquet        | 21   | Rosellón                |
| Gales                                | Kim Ashfield            | 21   | Buckley                 |
| Grecia                               | Roula Kanellapoulou     | –    | Atenas                  |
| Guadalupe                            | Elydie de Gage          | 18   | Basse-Terre             |
| Guam                                 | Dina Aportadera         | 18   | Toto                    |
| Guatemala                            | Lizabeth Iveth Martínez | 19   | Ciudad de Guatemala     |
| Holanda                              | Karin Gooyer            | 19   | Akersloot               |
| Honduras                             | Etelvina Raudales       | 20   | San Pedro Sula          |
| Hong Kong                            | Wanda Tai               | 20   | Hong Kong               |
| India                                | Sangeeta Bijlani        | 19   | Bombay                  |
| Indonesia                            | Nana Riwayati           | 18   | Macasar                 |
| Inglaterra                           | Julie Duckworth         | 20   | Blackpool               |
| Irlanda                              | Maura McMenamin         | 21   | Dublín                  |
| Islandia                             | Guðbjörg Sigurdardóttir | 22   | Reikiavik               |
| Islas Caimán                         | Devon Walter            | 21   | George Town             |
| Islas Marianas del Norte             | Angelina Chong          | 16   | Garapan                 |
| Islas Turcas y Caicos                | Constance Lightbourne   | 18   | Isla Gran Turca         |
| Islas Vírgenes Británicas            | Barbara Stevens         | 20   | Road Town               |
| Islas Vírgenes de los Estados Unidos | Deborah Mardenborough   | 24   | Charlotte Amalie        |
| Israel                               | Ilana Shoshan           | 19   | Kfar Saba               |
| Italia                               | Loredana Del Santo      | 21   | Povegliano Veronese     |
| Japón                                | Hisae Hiyama            | 21   | Tokio                   |
| Malasia                              | Felicia Yong            | 19   | Temerloh                |
| Malta                                | Isabelle Zammit         | –    | La Valeta               |
| México                               | Ana Patricia Nuñez      | 17   | San Luis Río Colorado   |
| Noruega                              | Maiken Nielsen          | 22   | Oslo                    |
| Nueva Zelanda                        | Delyse Nottle           | 20   | Tauranga                |
| Panamá                               | Gloria Karamañites      | 19   | Ciudad de Panamá        |
| Papúa Nueva Guinea                   | Mispah Alwyn            | 19   | Losuia                  |
| Paraguay                             | Martha Galli            | 19   | Asunción                |
| Perú                                 | Lisseth Ramis Figueroa  | 18   | Huánuco                 |
| Puerto Rico                          | Agnes Tañón             | 18   | Caguas                  |
| República Dominicana                 | Milagros Germán         | 21   | San Ignacio de Sabaneta |
| Reunión                              | Marie Josephe Hoareau   | 17   | Saint-Denis             |
| San Martín                           | Lucie Marie Davic       | 19   | Philipsburg             |
| Singapur                             | Ann Chua                | 25   | Singapur                |
| Sri Lanka                            | Hyacinth Kurukulasuriya | 18   | Colombo                 |
| Suecia                               | Eva Andersson           | 19   | Uddevalla               |
| Suiza                                | Margrit Kilchoer        | 20   | Ginebra                 |
| Tahití                               | Thilda Fuller           | 25   | Papeete                 |
| Tailandia                            | Artitaya Promkul        | 19   | Bangkok                 |
| Trinidad y Tobago                    | Althea Rocke            | 20   | Puerto España           |
| Turquía                              | Heyecan Gökoğlu         | –    | Estambul                |
| Uruguay                              | Beatriz Antuñez         | 22   | Montevideo              |
| Venezuela                            | Maye Brandt             | 19   | Caracas                 |